# Militair Ereteken (België)

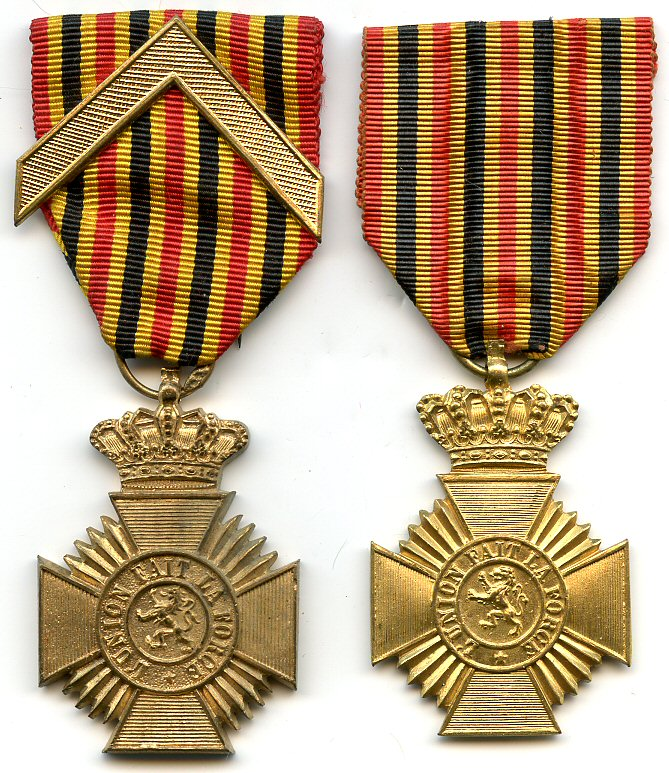
Variant voor dienstanciënniteit, eerste klasse (links) en tweede klasse

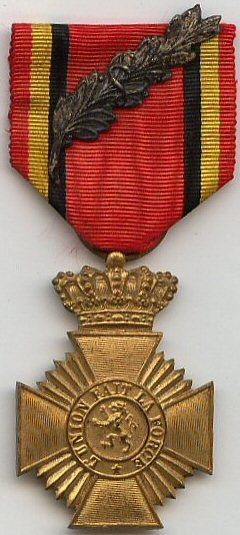
Variant voor buitengewone dienst, tweede klasse, met oorlogspalm

Het Militair Ereteken (Frans: Décoration militaire) is een Belgische militaire onderscheiding, ingesteld door het koninklijk besluit van 22 december 1873.

## Categorieën en voorwaarden
Het ereteken is verdeeld in twee aparte categorieën:
- Het Militair Ereteken voor dienstanciënniteit (artikel 1 van het oprichtingsbesluit): wordt toegekend aan onderofficieren en vrijwilligers (soldaten), na tien jaar dienst voor een ereteken tweede klasse, en na nog eens vijf jaar dienst voor een ereteken eerste klasse. Deze medaille wordt niet toegekend aan officieren: voor hen is er het Militair Kruis.
- Het Militair Ereteken voor buitengewone dienst of voor een daad van moed of toewijding (artikel 4 van het oprichtingsbesluit). Het Militair Ereteken van tweede klasse kan eenmalig in de militaire carrière worden toegekend aan elke militair die zich in bevolen dienst heeft laten opmerken door een bijzondere daad, of aan militairen beneden de rang van officier die twintig jaar dienst doen op de schepen van de marine. Bij uitzondering kan een ereteken van eerste klasse worden toegekend. Ook militairen beneden de rang van officier van vreemde krijgsmachten kunnen hiermee worden onderscheiden.

Het ereteken wordt in beide varianten toegekend bij koninklijk besluit, waarvan een uittreksel wordt gepubliceerd in het Belgisch Staatsblad.

## Ereteken
De medaille is gelijk voor de twee categorieën en twee klassen. Het is een kruis pattée met vier stralen tussen elke arm van het kruis, en getopt met een koningskroon. Het centrale medaillon toont op de voorzijde de Belgische Leeuw, omcirkeld door het devies L'Union fait la Force (eentalig Frans vóór 1952) of L'Union fait la Force Eendracht Maakt Macht (vanaf 1952). 
De keerzijde vertoonde vóór 1952 het koninklijk monogram (van achtereenvolgens Leopold II, Albert I, en Leopold III), en de tekst Armée Mérite Ancienneté. Vanaf 1952 is dit enkel nog de Belgische leeuw.
De categorieën zijn herkenbaar aan het lint: 
- het lint bij de variant voor dienstanciënniteit is verdeeld in zeventien smalle verticale banden in de Belgische driekleuren, met het rood aan de buitenkant.
- het lint bij de variant voor buitengewone dienst of voor een daad van moed of toewijding is rood, met randen in de Belgische driekleuren, het rood aan de buitenkant.

Een ereteken van eerste klasse in beide categorieën wordt aangeduid door een chevron op het lint. Als het gaat om een ereteken artikel 4 dat men verkrijgt vanwege een feit in oorlogsomstandigheden, wordt een zilveren palm met het koninklijk monogram op het lint bevestigd.

## Orde van voorrang en draagwijze
Het Militair Ereteken wordt gedragen nà de eretekens van de Nationale Orden. Het heeft evenwel voorrang op het Militair Kruis, omdat dit later is ingesteld.
Als een militair de twee varianten bezit, heeft het ereteken voor buitengewone dienst of voor een daad van moed of toewijding voorrang.
Als een onderofficier met het ereteken voor dienstanciënniteit overgaat naar de categorie van de officieren, blijft hij het Militair Ereteken dragen, tot hij gerechtigd is op het Militair Kruis.

## Afgewezen eretekens voor militairen bij aanslagen 22 maart
Op 22 maart 2016 werden in België twee gecoördineerde terreuraanslagen gepleegd door Islamitische Staat (IS). Twee zelfmoordterroristen lieten bommen ontploffen op Brussels Airport in Zaventem, en één liet een bom ontploffen op een metrostel die Maalbeek/Maelbeek metrostation in het centrum van Brussel verliet. Negenentwintig militairen die op dat ogenblik op de luchthaven waren, begonnen direct na de explosies het gebied te beveiligen en de mensen te evacueren en de eerste zorgen toe te dienen aan de slachtoffers. Zeven andere militairen die in Brussel aan het patrouilleren waren, gingen naar het metrostation van Maelbeek op zoek naar overlevenden en namen deel aan de evacuatie van het station. 
Ze dienden allemaal, met de steun van hun chefs, een aanvraag in om het Militair Ereteken voor buitengewone dienst of voor een daad van moed of toewijding te krijgen maar de legerleiding weigerde de aanvragen omdat, geciteerd: ‘We willen geen heldencultus stimuleren bij Defensie'. 